# Claude-Louis de Saint-Germain

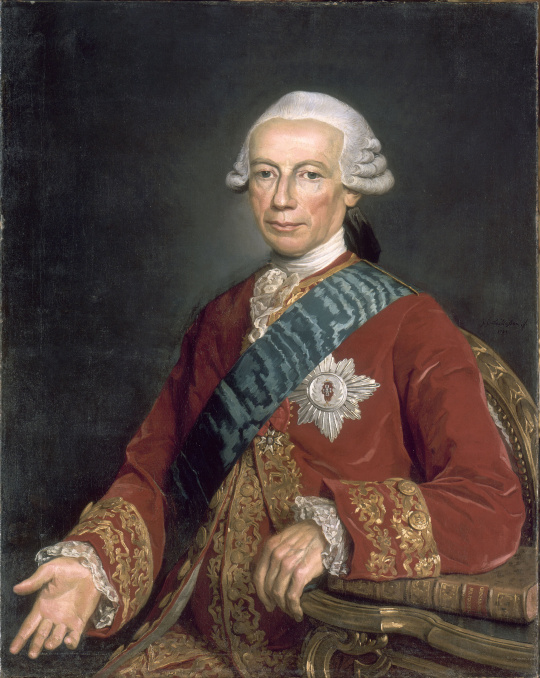

Claude-Louis de Saint-Germain, född 1707, död 1778, var en fransk militär.
Saint-Germain gick redan 1729 i utländsk (österrikisk, senare bayersk) krigstjänst, men återkom 1745 till Frankrike och stred med utmärkelse under marskalken av Sachsen samt 1757-60 i Sjuåriga kriget. Efter en tvist med hertigen av Broglie, arméns generalissimus, tog han dock avsked och gick 1761 i dansk tjänst för att anföra hären i det förestående kriget mot Ryssland. Han visade sig mycket nitisk och skicklig i sina förberedelser, men det kom ej till strid. Saint-German påpekade för kungen de stora bristerna i härens organisation och föreslog genomgripande ändringar samt blev i okt. 1763 president i krigskollegiet för att kunna förverkliga sina planer. Dessa var nog ypperliga, men Saint-Germain var alltför doktrinär i praktiken och förstod varken att förbereda sina reformer eller lämpa dem efter landets förhållanden. Efter Fredrik V:s död 1766 fick han avsked, innehade mars-november 1767 åter sin ställning, men lämnade därefter landet. Under Struensees ministär återvände han väl till Danmark, men erhöll ej något ämbete och begav sig 1772 till Frankrike. Där var han krigsminister 1775-77 samt utvecklade en liknande verksamhet och rönte liknande motstånd som i Danmark. Saint-Germain stod i själva verket före sin tid i många hänseenden. Särskilt stötte man sig på hans förkärlek för preussiskt härväsen; han var nämligen stor beundrare av Fredrik den store. Mémoires de Saint-Germain utgavs 1779; hans brevväxling utkom 1789.